# Bacillus subtilis
Bacillus subtilis (höbakterien, kallas även tråddragare) är en grampositiv stavbakterie som förekommer i vår omgivning. Den har låg sjukdomsframkallande förmåga men kan i enstaka fall orsaka kliniskt signifikant infektion. Det är ofta svårt att avgöra om ett odlingsfynd är en kontamination eller ej.
B. subtilis och andra liknande arter producerar ett proteinnedbrytande enzym, subtilisin, som bland annat används i tvättmedel.

## Upptäckt och namngivning
Den förste att beskriva en bakterie av arten B. subtilis var den tyska vetenskapsmannen  Christian Gottfried Ehrenberg år 1835. Det ursprungliga namnet Ehrenberg gav arten var Vibro subtilis, men år 1872 döpte den tyske botanikern Ferdinand Julius Cohn om arten till dagens Bacillus subtilis.

## Bakterie
Bakterier är encelliga organismer som saknar cellkärna för sitt DNA. De är ca 0,001-0,01 mm stora och fungerar ofta som nedbrytare i naturen av dött organiskt material. En bakteries uppbyggnad kan variera lite beroende på art och vilken miljö den finns i men gemensamt för de flesta arter är att de har:

Schematisk bild över bakteriecell.

- Cellvägg - Bestående av peptidoglykan, ger stöd åt cellen.
- Kapsel - Bestående av polysackarider och protein, ger cellen extra skydd men kan även fungera som näringsförråd.
- Utskott - Flagell - Används av bakterien för att denne ska kunna röra på sig. Pili - Vidfästningsorgan, används exempelvis vid konjugationen.
- Cellmembran - Släpper in och ut saker ur cellen, säte för cellandningen.
- Cytoplasma - Cellvätska.
- Ribosomer - Central del i  proteinsyntesen.
- DNA - Finns fritt inuti cellen. Plasmid - liten DNA ring där bakteriens "superkrafter" ofta finns, tex. gener för antibiotikaresistens eller kvävefixering.

## Egenskaper
B. subtilis är en relativt ofarlig grampositiv bakterieart som tillhör säkerhetsnivå 1 vilket innebär att den till exempel är lämpad för användning i skolan. Att arten är grampositiv påvisas enkelt genom gramfärgning.

### Tillväxt
B. subtilis kan tillväxa i en miljö där temperaturen är mellan 5 och 50oC, men den optimala tillväxttemperaturen är 37oC och det optimala pH 8. Det är en aerob art av bakterier och tillväxer ej i en anaerob miljö men kan överleva anaeroba förhållanden. För att B. subtilis ska överleva måste pH-värdet för omgivningen vara mellan 5,5 och 8,5.

### Transformation
Bakterier kan sprida sitt DNA genom transformation, detta kan även B. subtilis. De gener som B. subtilis kan överföra ger den mottagande bakterien förmågan till syntes (tillverkning) av sackaras, β-galaktosidas och enzymenzym för bildning av tryptofan och nikotinsyra. Även förmågan till endosporbildning kan spridas med transformation.

### Endosporer
Bacillus subtilis har den ovanliga förmågan att kunna bilda endosporer. Att bakterier kan bilda endosporer upptäcktes av Cohn. Han visade att då bakterier av arten B. subtilis utsattes för värme bildade de sporer och bakterierna klarade då de höga temperaturer han utsatte dem för.
Då en bakterie av B. subtilis utsätts för värme (eller hamnar i någon annan ogynnsam miljö) delas den i en modercell och en endospor. Dessa två delar är asymmetriska och den mindre blir en endospor och den större blir modercell. Bakteriens DNA har replikerats och modercellen och sporen får varsin uppsättning DNA. Därefter delas endosporen och modercellen från varandra och modercellen omsluter endosporen. Endosporen får flera skal vilka gör att den blir tåligare mot exempelvis värme, UV-ljus och radioaktivitet. Dessa lager fås då endosporen är omsluten av modercellen. När hela processen är färdig släpper modercellen ut sporen som kan förbli i sporform i flera år utan att skadas. När endosporen hamnar i en gynnsam miljö kläcks den som ett ägg och utvecklas till en vanlig bakterie och kan reproducera sig normalt. Endosporen har minst 4 olika lager skal som är uppbyggda av olika sorters protein. En endospor har en vattenhalt på ca 15 % medan en vanlig cell har ca 70 %. Det tar bara ca 90 minuter från det att en endospor hamnat i en gynnsam miljö tills den kläckts och övergått till en vanlig bakterie.

## Förekomst
B. subtilis förekommer naturligt i jorden överallt på Jorden. Där bryter de ner organiskt material och kan dessutom hålla balans i naturen genom att den skyddar växter mot andra skadliga bakterier.

### Mat
Ibland kan B. subtilis förekomma i maten vi äter, men eftersom den inte är sjukdomsframkallande är detta sällan något problem av den orsaken.

#### Mjölkprodukter
Tack vare sin förmåga till endosporbildning överlever B. subtilis pastöriseringen av mjölkproduktioner och kan därför förekomma i dem. B. subtilis proteolyserar mjölken, fäller ut mjölkkaseinet under inverkan av löpe. Mjölkkasinet i sin tur hydrolyseras till olika vattenlösliga produkter, samtidigt sker en alkalisk reaktion. Allt detta leder till att mjölken får en bitter smak, även om det bara är en obetydlig protelys från början kan smaken påverkas markant.

#### Fisk och kött
På nyfångad fisk finns ofta bakterier av B. subtilis på fiskens fjäll men även i mag/tarmkanalen. Om B. subtilis finns i kött är risken att bakterierna påbörjar förruttnelseprocessen av köttet (B. subtilis har en roll som nedbrytare av organiskt material i naturen) vilket ger ett slemmigt ytlager på köttet som avger en sur och oren doft.

#### Grönsaker
Grönsaker och andra vegitabiliska livsmedel kontamineras ofta med mikroorganismer från jorden, däribland B. subtilis.

## Antibiotika

### Produktion
B. subtilis kan tillverka ett antibiotikum vid namn Bacitracin. Detta har en baktericid inverkan på grampositiva bakterier och används ofta då bakterier är resistenta mot penicillin. 

### Påverkan/resistens
Arten B. subtilis är en grampositiv bakterie och är känslig för antibiotikum som påverkar grampositiva bakterier. Försök har visat att om B. subtilis vistas en längre tid i en miljö där antibiotika av ett visst slag finns kan bakterierna utveckla viss resistens mot detta antibiotikum och på så sätt överleva.

## Användning

### Tvättmedel
B. subtilis tillverkar stärkelse- och proteinnedbrytande enzymer som den sprider i sin omgivning för att bryta ner organiskt material som finns där och får på så sätt i sig näring. Dessa enzymer utnyttjas bland annat i tvättmedel där de bryter ner smuts på kläderna och verkar bäst i temperaturer mellan 40oC och 60oC. Enzymerna som finns i tvättmedel idag är biotekniskt framställda.

### Biologisk bekämpning
Växter kan ibland infekteras av skadliga mikroorganismer som orsakar växtsjukdomar. B. subtilis kan skapa ämnen som är giftiga för dessa skadliga mikroorganismer, om man applicerar B. subtilis på växter kan B. subtilis skydda från de skadliga mikroorganismerna som en typ av biologisk bekämpning. Liknande teknik kan användas för att skydda skördade frukter från angrepp av skadliga mikroorganismer.